# Сарантуй
Сарантуй (бур. Һараанта) — село в Хилокском районе Забайкальского края России. Входит в состав Сельского поселения «Харагунское».

## География
Село находится в северо-восточной части района, в пределах правобережной части долины реки Хилок, на расстоянии примерно 62 километров (по прямой) к северо-востоку от города Хилок. Абсолютная высота — 872 метра над уровнем моря. К югу от села проходит железнодорожная линия Хилок — Могзон ЗабЖД.
Климат
Климат характеризуется как резко континентальный, с продолжительной морозной зимой и коротким тёплым летом. Среднегодовая температура воздуха составляет −4,2 °С. Средняя многолетняя температура самого холодного месяца (января) составляет −27 — −25 °С (абсолютный минимум — −52 °С), температура самого тёплого (июля) — 16 — 17 °С (абсолютный максимум — 39 °С). Среднегодовое количество осадков — 439 мм.
Часовой пояс
Село Сарантуй находится в часовой зоне МСК+6. Смещение применяемого времени относительно UTC составляет +9:00.

## История
В начале 1930-х годов некоторое количество кочевых бурятов осело на данном месте, жители стали работать в нескольких колхозах, затем исключительно в колхозе «Россия».

## Население
| 2010 | 2021 |
| ---- | ---- |
| 6    | ↗8   |

Половой состав
По данным Всероссийской переписи населения 2010 года в гендерной структуре населения мужчины составляли 66,7 %, женщины — соответственно 33,3 %.
Национальный состав
Согласно результатам переписи 2002 года, в национальной структуре населения буряты составляли 75 % из 4 чел.